# Sarayönü
Sarayönü là một huyện thuộc tỉnh Konya, Thổ Nhĩ Kỳ. Huyện có diện tích 1088 km² và dân số thời điểm năm 2007 là 28813 người, mật độ 26 người/km².